# Astrenis paradoxa
Astrenis paradoxa là một loài tò vò trong họ Ichneumonidae.